# IC 1739
IC 1739 ist eine Spiralgalaxie vom Hubble-Typ Sb im Sternbild Fornax am Südsternhimmel. Sie ist schätzungsweise 379 Millionen Lichtjahre von der Milchstraße entfernt und hat einen Durchmesser von etwa 90.000 Lichtjahren. Gemeinsam mit PGC 6785 bildet sie ein gravitativ gebundenes Galaxienpaar.
Im selben Himmelsareal befinden sich u. a. die Galaxien NGC 696, NGC 698, IC 1728.
Das Objekt wurde im Jahr 1899 vom US-amerikanischen Astronomen DeLisle Stewart entdeckt.